# Brinkmann (grand café)

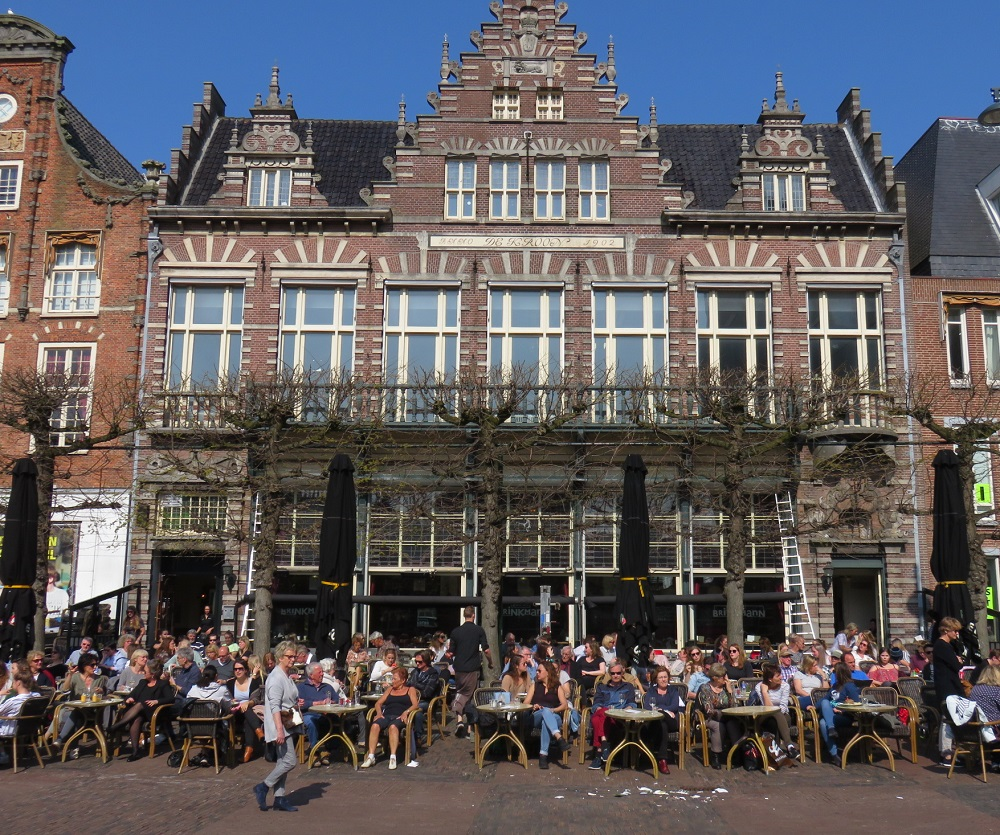
Grand café Brinkmann in het uit 1902 stammende pand De Kroon aan de Grote Markt 13 in Haarlem (foto uit 2017)

Brinkmann is een bekend grand café dat sinds 1881 aan de Grote Markt in Haarlem is gevestigd. In de jaren dertig van de twintigste eeuw was de zaak uitgegroeid tot een groot complex van uitgaansgelegenheden. Eind jaren zeventig maakte het plaats voor de Brinkmannpassage. Brinkmann is in kleinere vorm als grand café verdergegaan.

## Van Grote Houtstraat naar Grote Markt
De geschiedenis van grand café Brinkmann begint met Joseph Otto Brinkmann, die in 1877 vanuit Nienborg in het Duitse Münsterland naar Amsterdam kwam en daar werk kreeg als kelner in het Nieuwe Poolsche Koffijhuis van Adolph Krasnapolsky. Een jaar later kwam ook zijn broer Heinrich, die als koffiehuisbediende aan de slag ging (hun ouders en grootouders hadden al een textielwinkel in Hoorn gehad, maar waren weer naar Nienborg teruggekeerd).

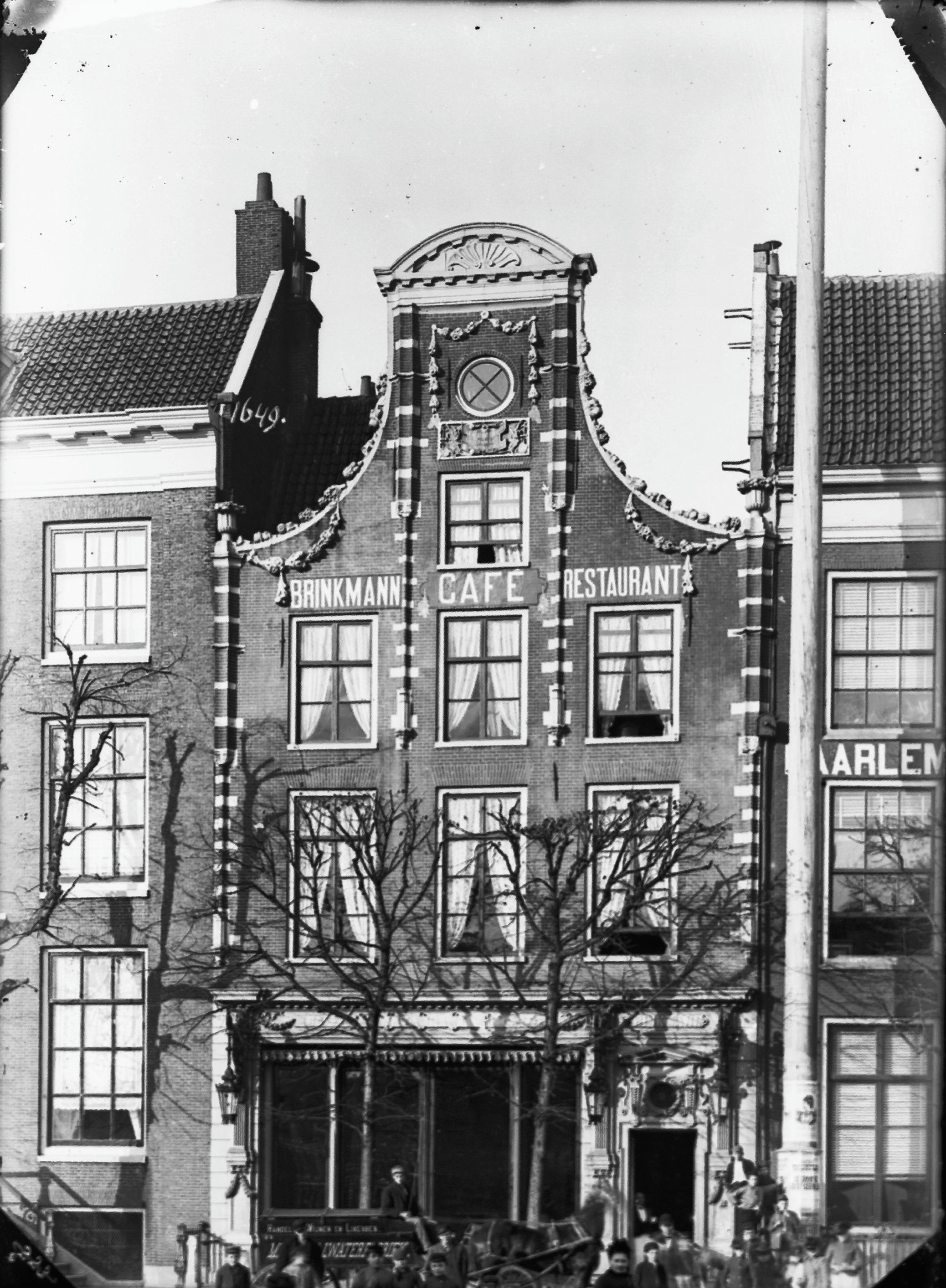
Café-restaurant Brinkmann in het vroegere woonhuis van Willem Bilderdijk aan de Grote Markt 11 (foto van vóór 1898)

Met deze horeca-ervaring en waarschijnlijk enig spaargeld gingen de gebroeders Brinkmann naar Haarlem, waar ze op 30 augustus 1879 een eigen café annex restaurant aan de Grote Houtstraat 62 openden. Deze destijds nog ongewone horecacombinatie werd een succes: blijkens de vereiste registratie voor de Drankwet, behoorde Brinkmann met 3000 liter tot de zaken waar in 1880 de meeste sterke drank werd verkocht. De goedlopende onderneming maakte het mogelijk om meer familieleden uit Nienborg te laten overkomen, waaronder de zusters Francisca en Clara Brinkmann die in de keuken kwamen te werken.
Een grotere ruimte was gewenst en zodoende verhuisde de zaak naar een 17e-eeuws pand met klokgevel aan de Grote Markt 11, waar de taalkundige Willem Bilderdijk had gewoond en in 1831 ook was gestorven. Het woonhuis werd aangekocht voor 16.000,- gulden en omgebouwd tot een ruim café op de begane grond en een restaurant in twee zalen op de eerste verdieping. Hier opende Café-Restaurant Brinkmann op 22 oktober 1881. Ter financiering van de verbouwing leenden de gebroeders Brinkmann 9000,- gulden bij de Duitse textielwinkelier Heinrich Schlatmann en in 1883 nog eens 11.000,- gulden bij schoorsteenveger annex wijnverkoper Petrus J.F. Beccari.
In 1887 werd het bezit verdeeld en kreeg Heinrich Brinkmann de zaak aan de Grote Markt en Joseph Otto een in 1884 aangekocht pand aan de Barteljorisstraat 16. De laatste ging verder met een sociëteit elders in Haarlem en begon in 1895 weer een koffiehuis aan de Kalverstraat in Amsterdam. Hij overleed op 9 januari 1918 in Heemstede. Heinrich Brinkmann overleed ongehuwd op 16 oktober 1887 als gevolg van longontsteking, waarna hun 22-jarige broer Bernard het horecabedrijf overnam en voor een faillissement wist te behoeden. Hij liet achter het café-restaurant een kegelbaan bouwen en ging in 1895 een vennootschap aan met zijn jongere broer (Franz) Joseph (de firma 'Gebroeders Brinkmann'), die vanaf 1899 in z'n eentje verderging met de zaak, die toen op 54.000,- gulden gewaardeerd werd. In 1898 hadden de broers ook nog het pand Grote Markt 9 aangekocht.

## Overname van De Kroon
Naast Brinkmann bevond zich aan de Grote Markt nr. 13 de in 1871 opgerichte burgersociëteit De Kroon met bijbehorende kolfbaan en een concertzaal voor 1200 personen - destijds de grootste zaal van de stad. In 1902 werd de sociëteit opgeheven en het pand overgenomen door exploitatiemaatschappij L'Union, die het verving door een nieuw gebouw. Dit brede pand met een grote en twee kleine trapgevels was in de stijl van de Hollandse Neorenaissance ontworpen door architect Joh. F.W. Stom en vormde een pendant met de tegenovergelegen Vleeshal uit de 17e eeuw.
Het vernieuwde De Kroon beschikte op de begane grond over een café-restaurant met daarachter de ellipsvormige toneel- en concertzaal die via een eigen ingang aan de Smedestraat 32 bereikbaar was. In de kelder zaten de keukens en op de bovenverdieping van De Kroon waren drie zalen van verschillende grootte. Op de zolder waren ten slotte nog kamers waar personeelsleden konden wonen.
Brinkmann wist van deze concurrent te profiteren door bezoekers na afloop van een voorstelling bij De Kroon met zeer lage prijzen naar zijn eigen café te lokken. Nadat het met De Kroon bergafwaarts ging nam Joseph Brinkmann de zaak per 1 januari 1907 over, waarvoor hij op 8 maart 1907 de "N.V. Café-Restaurant voorheen Gebr. Brinkmann" oprichtte met 100.000,- gulden als kapitaal. De beide café-restaurants werden samengevoegd en de grote toneel- en concertzaal werd gerestaureerd en als vernieuwde Kroonzaal in september 1908 heropend.
In het naastgelegen pand op nr. 15 liet Joseph Brinkmann sinds 1908 door Willy Mullens en vervolgens L. Schetzer een van de eerste bioscopen exploiteren: De Kroon met 88 zitplaatsen. Vooruitlopend op de opening van de nieuwe Stadsschouwburg in 1918, liet Brinkmann de grote toneelzaal ombouwen tot een bioscoop met 700 stoelen. Deze werd in 1927 opgenomen in een samenwerkingsverband en dienovereenkomstig omgedoopt tot Rembrandt Theater. Tegelijk werd de bioscoopzaal geheel gemoderniseerd en opnieuw gedecoreerd en kreeg ook de ingang aan de Grote Markt 15 een nieuwe gevel in art-deco-stijl.

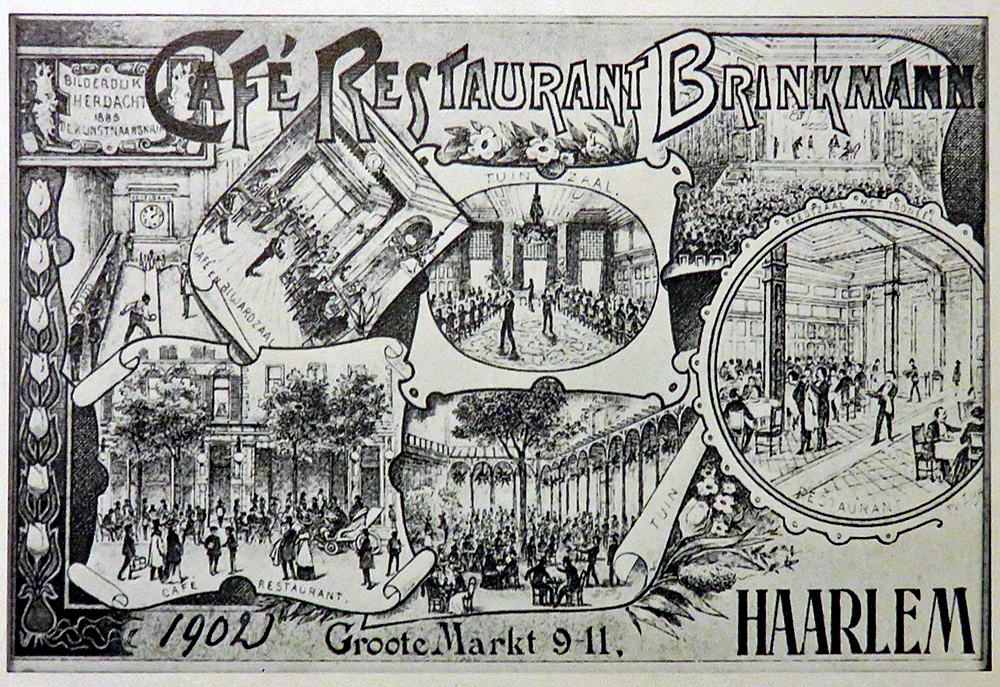
Ansichtkaart van café-restaurant Brinkmann uit 1902
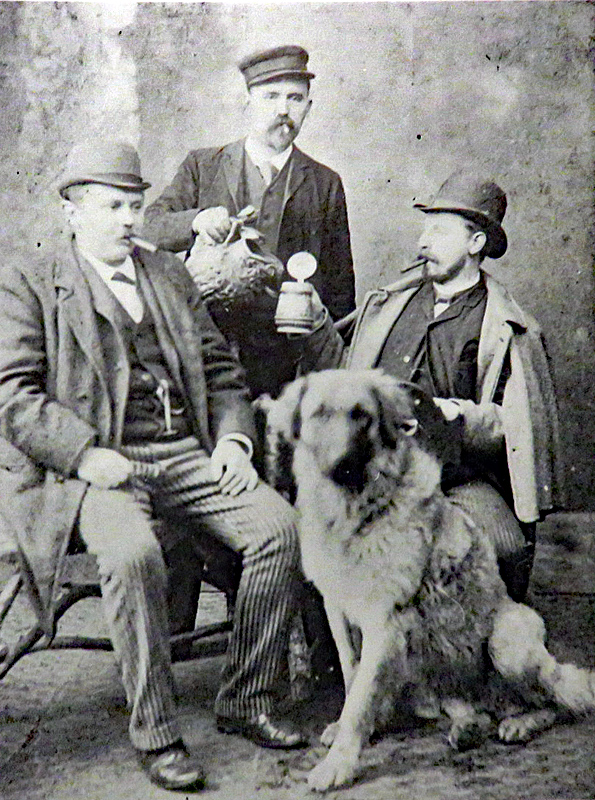
Bernard (l.) en waarschijnlijk zijn broer Joseph Otto (r.)
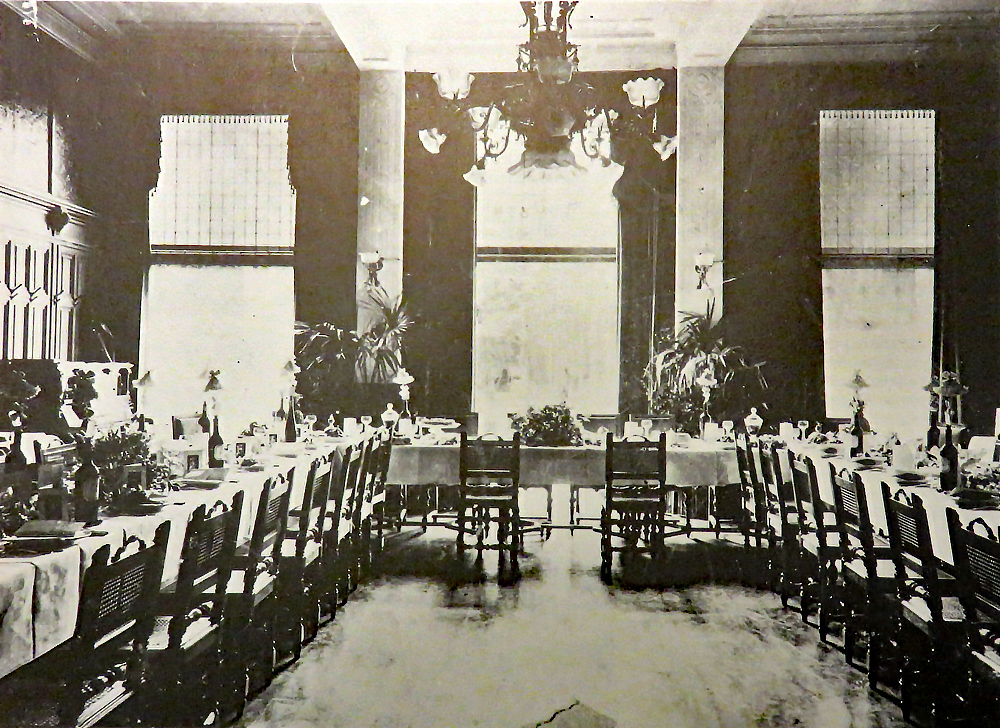
De Tuinzaal van café-restaurant Brinkmann in 1902

## Hoogtijdagen
De zaken liepen voorspoedig en mede om eventuele concurrentie tegen te gaan kocht Brinkmann het ene na het andere naburige pand op, zodat het familiebedrijf uiteindelijk een huizenblok bestaande uit Grote Markt 1 t/m 15, Barteljorisstraat 23, 25, 33, 35 en 37, Schoutensteeg 2 t/m 10 en Smedestraat 18 t/m 38 met alle bijbehorende erven bezat.
Naast het café-restaurant en de verschillende zalen kwam er ook een garagebedrijf, om service te kunnen bieden aan de klanten die per automobiel kwamen, zoals veel bollenboeren. De garage nam bijna het hele binnenterrein tussen de Brinkmannpanden in beslag en had sinds 1924 een ingang aan de Smedestraat 22. Tot november 1937 werden hier ook de eerste brandweerauto's van de stad gestald.

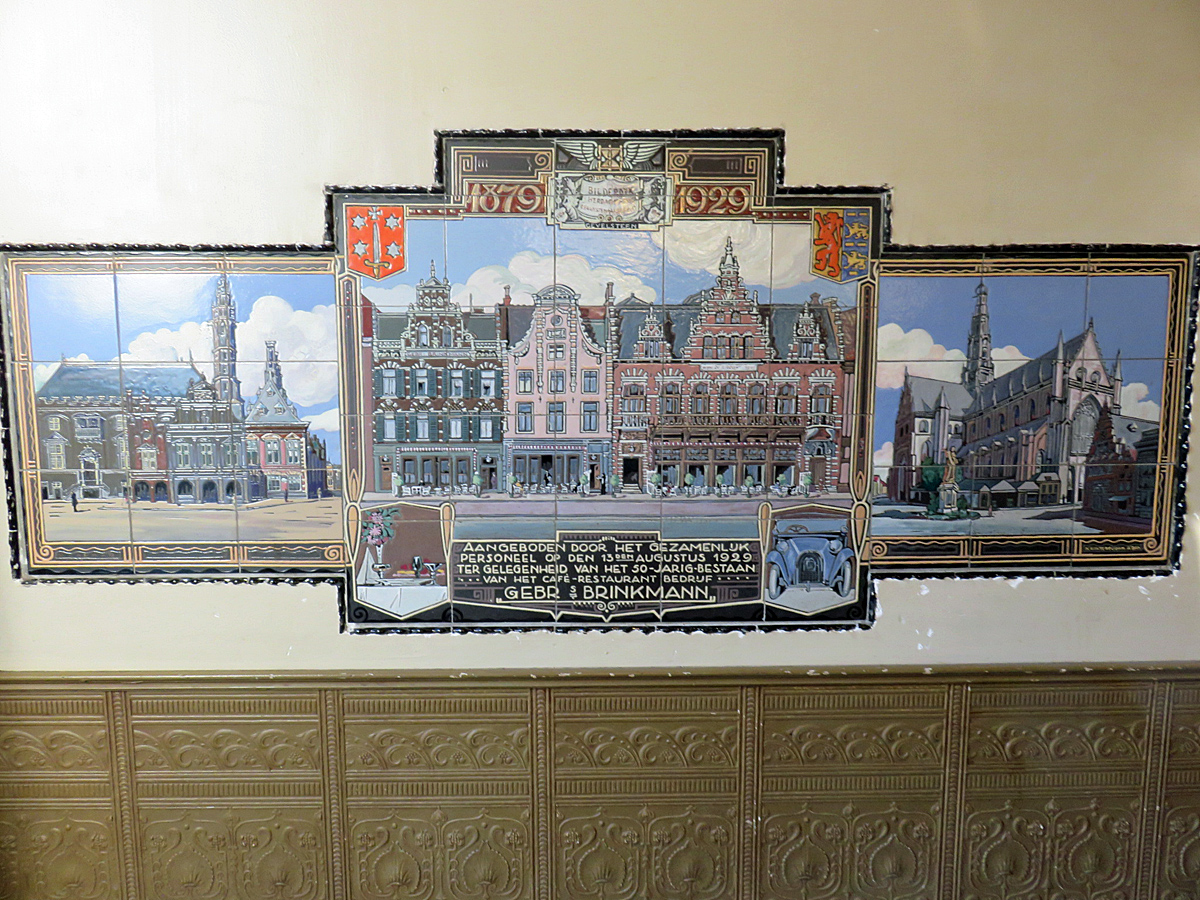
Tegeltableau dat ter gelegenheid van het 50-jarig jubileum op 13 augustus 1929 door het personeel aan Joseph Brinkmann werd aangeboden.

Het oorspronkelijke café-restaurant van Brinkmann aan de Grote Markt 11 was inmiddels uitgebreid met de aan weerszijden gelegen panden op nr. 9 en nr. 13, zodat een zeer grote zaak was ontstaan. Daarbij deed het vroegere pand van De Kroon op nr. 13 dienst als restaurant (met 14 obers) en de panden op nr. 9 en 11 als café. Op de verdiepingen boven nr. 9 woonde de familie Brinkmann, terwijl boven de nrs. 11 en 13 enkele zalen waren die gehuurd konden worden.
Het grote en deftige café-restaurant beleefde zijn glorietijd met name tijdens het Interbellum. De zaak was toen de ontmoetingsplaats bij uitstek voor de Haarlemse notabelen en had tot in het buitenland bekendheid gekregen. Er kon niet gedanst worden, maar nadat in 1932 een muziekvergunning was verkregen speelden zowel in het café als in het restaurant vrijwel dagelijks grotere en kleinere orkesten, zoals die van Boyd Bachmann en Jonny Cristel. Een bijzonderheid was dat het restaurant over apart serviesgoed en kookgerei beschikte voor koosjere diners die werden bereid onder toezicht van iemand die door een rabbi was aangesteld.
Franz Joseph Brinkmann overleed op 15 april 1931 op 59-jarige leeftijd. De leiding van het bedrijf werd voorlopig overgenomen door zijn weduwe Josephine Maria Brinkmann-Kievits, die ook weer de nodig verbouwingen liet doorvoeren, waaronder de inrichting van een biljartzaal en een algehele restauratie van het Bilderdijkhuis op nr. 11.Josephine Brinkmann-Kievits overleed in 1933 en werd opgevolgd door haar zoon Joop, die opgeleid was aan de hotelschool van Lausanne.

## Jaren '40 en '50

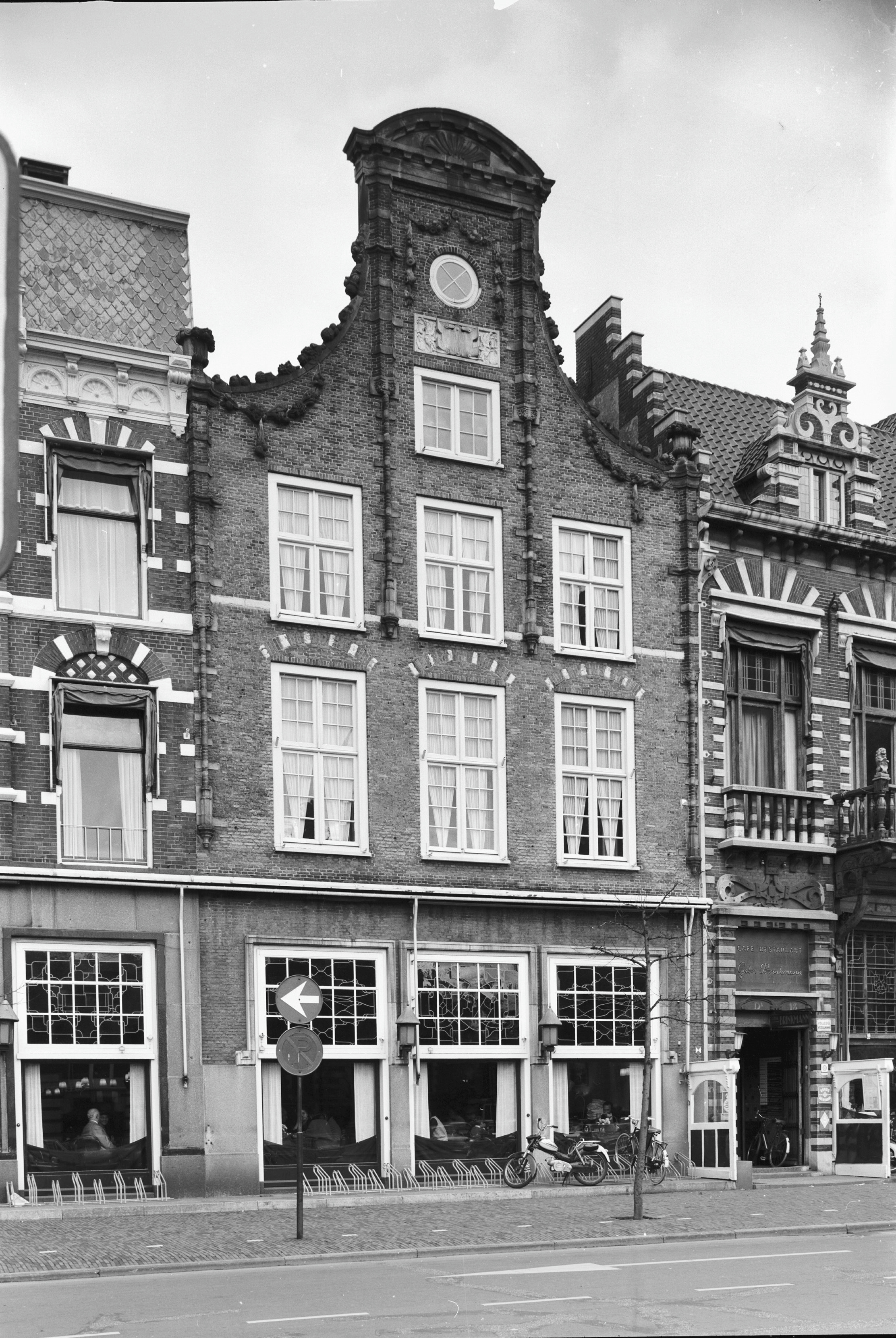
Grote Markt 11, dat van 1881 t/m 1970 tot café-restaurant Brinkmann behoorde (foto uit 1964)

Joop Brinkmann was niet alleen geliefd bij zijn personeel, hij groeide ook uit tot een van de bekendste Nederlandse horeca-ondernemers. Hij loodste de zaak door de Duitse bezetting, maar moest wel dulden dat de nazi's in 1940 en 1941 een groot deel van het pand als Ortskommendantur gebruikten. De restaurantkeuken werkte gedurende de oorlog hoofdzakelijk voor de gaarkeuken, maar het café bleef open en ook de zalenverhuur ging gewoon door. Ondertussen was garage Brinkmann in 1940 een taxibedrijf begonnen, met drie elektrische auto's.
Ook na de Tweede Wereldoorlog bleef Brinkmann een vermaarde en drukbezochte uitgaansgelegenheid die een café met 250, een restaurant met 150 en een terras met nog eens 250 zitplaatsen omvatte, waarvoor 65 kelners, 35 koks en 50 man kantoorpersoneel werkzaam waren. Daarnaast waren er nog 10 zalen met namen als Kroonzaal, Gouden Zaal, Tuinzaal, Radiozaal en Bilderdijkzaal, die 10 tot 500 personen konden herbergen. Deze ruimtes werden vrijwel dagelijks gebruikt voor recepties, feesten, lezingen, vergaderingen, repetities, tot en met de nationale biljartcompetities. Medio jaren vijftig werd de kegelbaan dan ook omgebouwd tot een tweede biljartzaal. Dit alles was goed voor een omzet van zo'n 1 miljoen gulden per jaar, wat Brinkmann rond 1960 tot een van de grootste en drukstbezochte café-restaurants van Europa maakte.

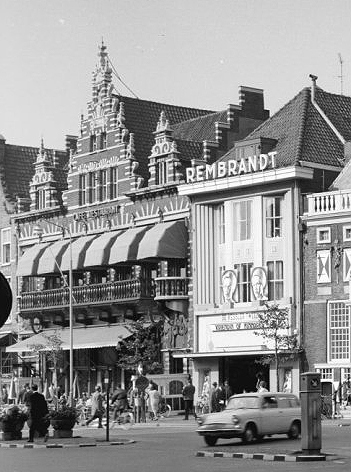
Links Grote Markt nr. 13 met café-restaurant Brinkmann, rechts nr. 15 met de Rembrandtbioscoop (foto uit 1964)

De artistieke elite van de stad was verenigd in de Haarlemse Sociëteit Teisterbant, die van 11 maart 1950 tot 16 mei 1970 bijeenkwam in de kelder van Brinkmann onder gebouw De Kroon op nr. 13. Daar bevond zich een door de architecten Gerard Holt en Bernard Bijvoet ontworpen sociëteitsruimte met een bar en zitjes. In september 2009 werd de "Kunstenaarssociëteit Nieuw Teisterbant" opgericht die haar bijeenkomsten eveneens in Brinkmann houdt, zij het niet meer in de kelderruimte.

## Neergang
In de loop van de jaren vijftig kwamen er ook steeds meer jongeren en verloor Brinkmann geleidelijk aan haar gedistingeerde karakter. Een opsteker was de bloemententoonstelling Flora die in 1953 in Heemstede werd gehouden en waar zoveel bezoekers op af kwamen, dat Brinkmann de tegenovergelegen Vleeshal van de gemeente huurde voor grote buffetten en gezelschappen met in de weekenden dansgelegenheid met live muziek. Dit gebeurde onder de naam Mozartcafé, Bon Verre, La Primavera en ten slotte Bienvenido.
Ter vervanging van de gehuurde Vleeshal liet Brinkmann zijn grootste feest- en congreszaal tot nu toe bouwen, de Hildebrandzaal. De ruimte daarvoor was vrijgekomen nadat Garage Brinkmann in 1959 naar de overkant van de Smedestraat was verplaatst (in 1964 werd dit een Volkswagendealer die in 1975 een nieuw pand aan de Leidsevaart betrok). De Hildebrandzaal bood plaats aan ca. 500 personen en werd op 31 augustus 1961 door Joop Brinkmann geopend. Het werd echter niet het verhoopte succes.
Doordat de gemeente de Grote Markt autovrij wilde maken werd Brinkmann steeds moeilijker bereikbaar voor de toeristenbussen, die daardoor uitweken naar Treslong in Hillegom en Bouwes Palace in Zandvoort. Ook konden de toeristen niet worden vastgehouden doordat Brinkmann nooit een hotel had willen worden. De slechte bereikbaarheid per auto zorgde er ook voor dat het bezoek aan het restaurant en de Rembrandt bioscoop sterk terugliep, al zullen mensen waarschijnlijk ook vaker zijn thuisgebleven om televisie te kijken. Brinkmann ging toen financieel snel achteruit.

## Brinkmannpassage

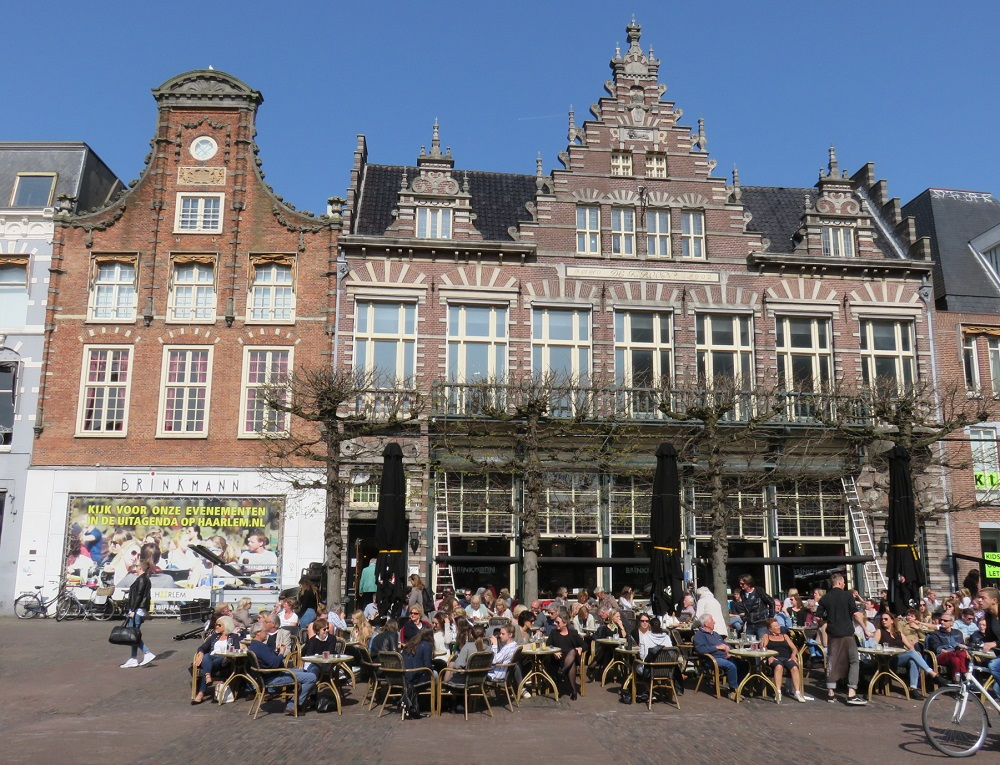
Links de vroegere ingang van de Brinkmannpassage en rechts het huidige grand café Brinkmann (foto uit 2017)

Joop Brinkmann overleed op 19 februari 1967, 60 jaar oud, zonder dat zijn kinderen interesse hadden om hem op te volgen. Adjunct-directeur Joop Dam nam de leiding over, maar het lukte hem niet om meer auto's of bezoekers naar de zaak te trekken en ook het ontslag van 30 man personeel kon Brinkmann niet meer winstgevend maken, zodat het oorspronkelijke café-restaurant Brinkmann per 13 juni 1970 gesloten werd. Een maand later werd de gehele inboedel geveild en men vreesde dat dit het definitieve einde van de fameuze zaak was.
Per 1 september 1971 werd ook het Rembrandt Theater gesloten, waarvan de 800 stoelen in de laatste jaren nog slechts een bezetting van 5 tot 7% hadden gehad. Na veel plannen en speculatie werd op 9 mei 1973 het hele complex van de Brinkmann NV overgenomen door projectontwikkelaar AKOM, die bijna alle gebouwen liet slopen waarbij alleen de panden langs de Grote Markt en de Barteljorisstraat gespaard bleven. Op het vrijgekomen terrein werd van 1978 t/m 1980 de Brinkmannpassage gebouwd, een overdekt winkelgebied dat ook de ondergrondse Brinkmann-bioscoop omvatte. Erboven kwamen kantoren en woningen.
De begane grond van het pand op nummer 11, waar ooit Bilderdijk gewoond had, werd geheel weggebroken om als een van de ingangen van de winkelpassage te dienen. Het naastgelegen pand op nummer 13 (De Kroon) was al in 1972 in handen van brouwerijconcern Stella Artois gekomen en werd opnieuw een grand-café, weliswaar onder de historische naam Brinkmann, maar kleiner dan vroeger en met een geheel nieuw interieur.

## Het huidige café Brinkmann
In juni 2008 trok de gemeente Haarlem de horecavergunning voor grand café Brinkmann in, nadat uit een Bibob-onderzoek was gebleken dat de naam van de exploitant was opgedoken in de zogeheten Dudokzaak, waarbij jarenlange fraude door horeca-ondernemers aan het licht was gekomen. Er werd opnieuw gevreesd voor het einde van Brinkmann, maar de zaak werd overgenomen door de ondernemers Martijn de Vries en Jorge de Groot.
Zij lieten het café begin 2010 onder leiding van horeca-architect Jan den Teuling geheel opnieuw inrichten. Met onder meer hoge plafonds, kroonluchters, spiegels en glas-in-loodramen was het de bedoeling om de sfeer en de grandeur uit het begin 20e eeuw weer terug te brengen. De zaak telt nu 200 zitplaatsen binnen en heeft een terras van eveneens 200 stoelen. Daarnaast zijn er twee zalen die apart gehuurd kunnen worden.

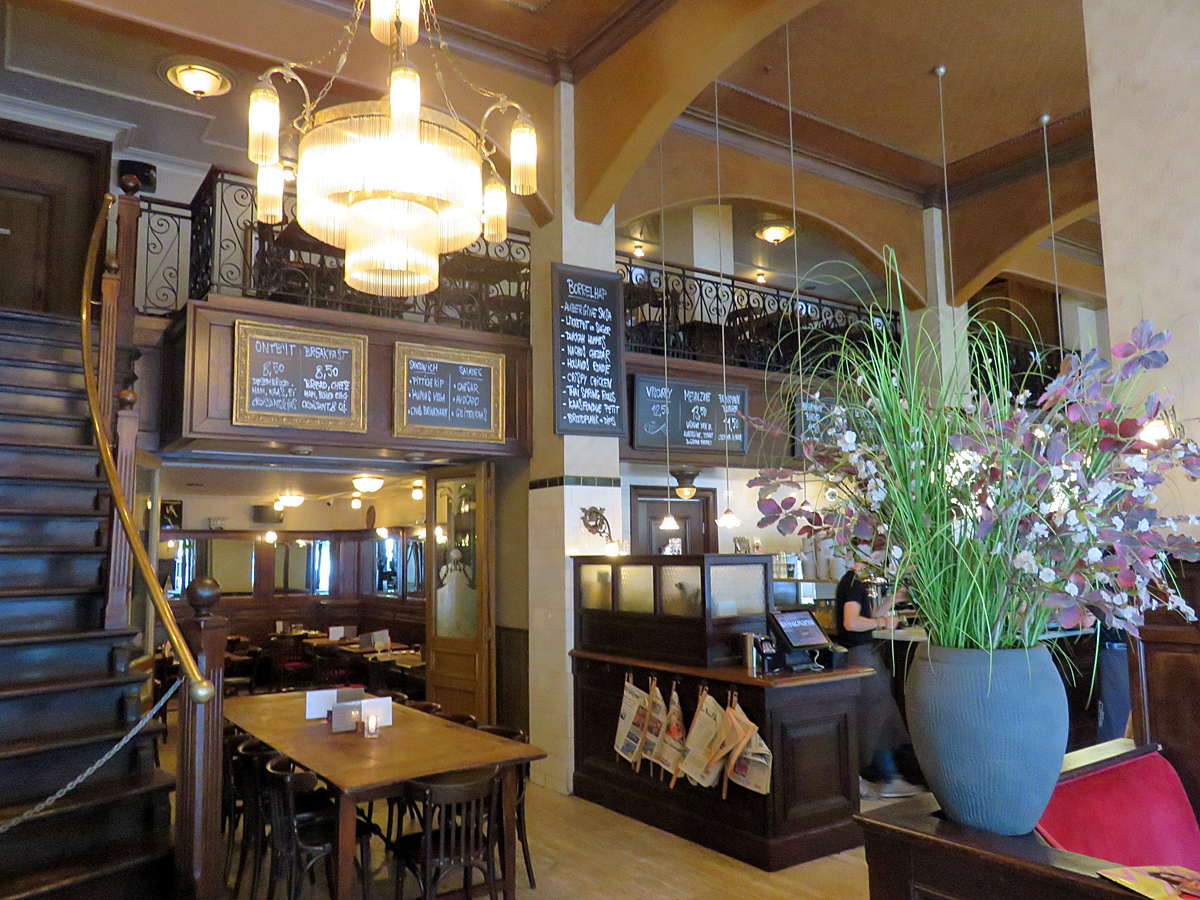
Het interieur van Brinkmann in 2018
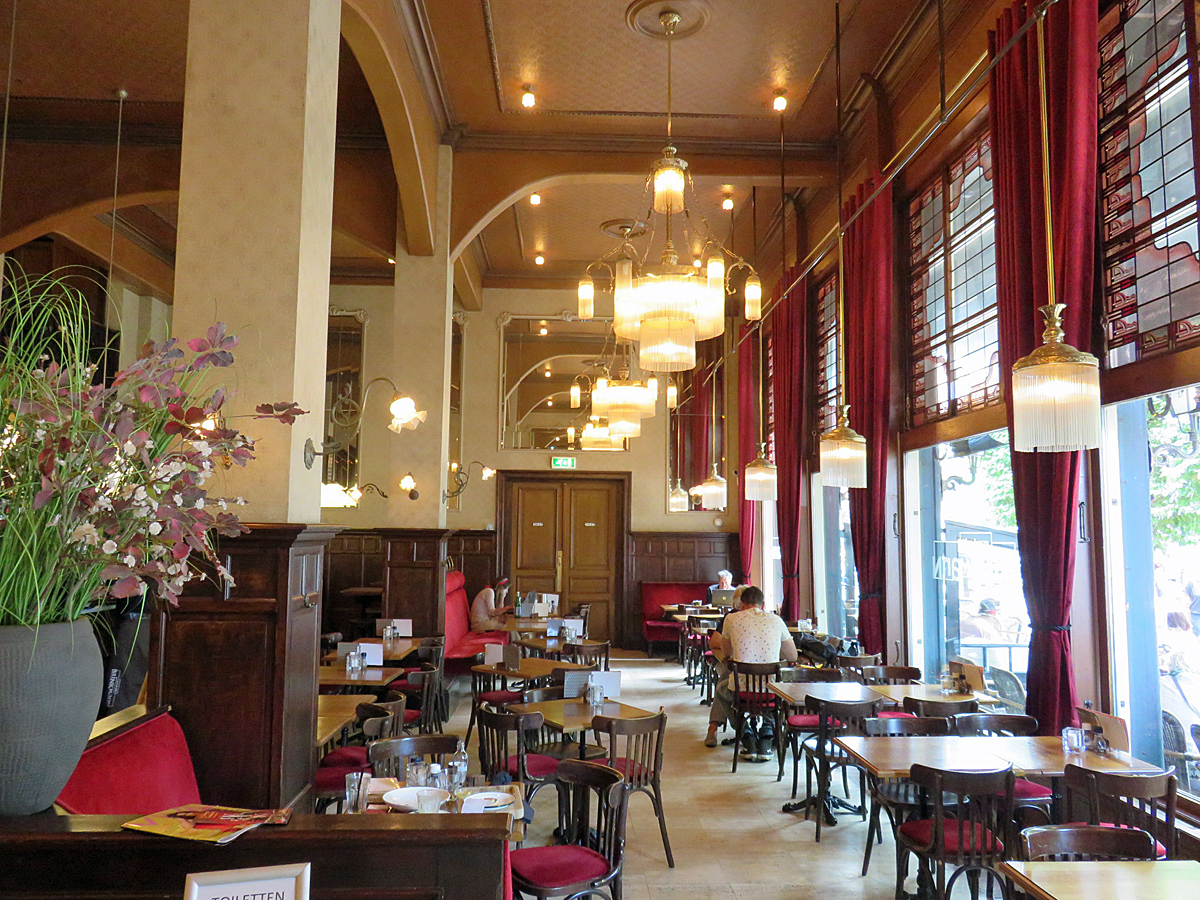
Het interieur van Brinkmann in 2018